# 松本純弥 (陸上選手)
松本 純弥（まつもと じゅんや、2000年9月28日 - ）は、日本の陸上競技選手。専門は中距離走。

## 経歴
球技が苦手だったことから陸上競技を始め、小学生時代から駅伝大会に出場し、横浜市立錦台中学校から本格的に陸上に取り組むようになる。長距離走選手を志向していたが、法政大学第二高校進学後、「短距離みたいにスピードが求められ、長距離のようにレース展開の面白さがある」と800m走の魅力を感じて転向した。
高校2年生時、インターハイの予選を兼ねた関東大会南関東地区予選会の男子800m走で、クレイ・アーロン・竜波らを抑えて優勝（インターハイでは予選敗退）。3年生時のインターハイでは、男子800m走ではクレイ・アーロン・竜波に0.8秒差で敗れて準優勝に終わったが、メンバーの1人として走った男子1600mリレー走で初優勝を果たした。この後、第34回日本ジュニア・ユース陸上のU20男子800m走で優勝。
大学は法政大学経済学部に進学。1年生時から関東学生陸上競技対校選手権大会（関カレ）の男子800m走で優勝。日本選手権の男子800m走では予選で自己記録を更新する快走で決勝に進むも、決勝では8位に終わった。日本学生陸上競技対校選手権大会（インカレ）の男子800m走では関カレに引き続いての優勝を果たす活躍を見せた。2年生時のインカレ男子800m走では、大会新記録となる1分47秒02で優勝し、2連覇を達成した。
大学卒業後の2023年4月より、法政大学OBが社長を務める株式会社FAJに入社し、競技を継続している。同年に行われた第107回日本陸上競技選手権大会において男子800mで日本歴代9位となる1分46秒52で2位となった。

## スタイル
800m走では前半200mまでは後ろから行くのがおなじみで、後半に追い上げる展開が多く、後半の走りとレース展開を作ることが自身の強みと語る。かつて1500m走を専門にしていたときからこのようなレース展開をすることが多かったようで、その時の名残である。